# Kermelbach
Der Kermelbach ist ein etwa zweieinhalb Kilometer langes Fließgewässer auf dem Gebiet der Städte Herdecke und Witten im Nordrhein-Westfalen Ennepe-Ruhr-Kreis. Er ist ein südöstlicher und linker Zufluss des Borbachs.

## Geographie

### Verlauf
Der Kermelbach hat sein Quellgebiet im Appelsiepen, nahe dem Gut Kermelbach, Straße Im Bruch, nördlich von Westende, Herdecke. Er entspringt auf einer Höhe von etwa 214 m ü. NHN.
Der Bach fließt unterirdisch verdolt unter einen Reitplatz, erscheint dann aus einem Rohr Wieder an der Oberfläche und läuft danach in westlicher Richtung, leicht geschwungen und stark eingetieft in einem Muldental zunächst durch Grünland, dann durch Brachgelände. Er wird dabei auf seiner linken Seite von mehreren kleinen Nebenläufen gespeist.
Er betritt nun das Naturschutzgebiet Kermelbachtal und passiert kurz darauf die Gemeindegrenze von Herdecke nach Witten. Er durchfließt dann das Naturschutzgebiet in nordnordwestlicher Richtung und mündet schließlich nordöstlich der Straße Große Borbach auf einer Höhe von etwa 140 m ü. NHN. in von links in den aus dem Osten heranziehenden Borbach.
Der etwa 2,6 km lange Lauf des Kermelbachs endet ungefähr 74 Höhenmeter unterhalb seiner Quelle, er hat somit ein mittleres Sohlgefälle von circa 28 ‰.

### Einzugsgebiet
Das 1,924 km² große Einzugsgebiet des Kermelbachs wird durch ihn über den Borbach, die Ruhr und den Rhein zur Nordsee entwässert.
Es grenzt
- im Osten an das Einzugsgebiet des Kirchender Bachs, der über den Herdecker Bach in die Ruhr entwässert
- und im Süden an das des Ruhrzuflusses Enderbach.

Das Einzugsgebiet im Bereich des Oberlaufs wird vorwiegend als Ackerland genutzt und am Unterlauf ist es zum größten Teil bewaldet.

## Natur und Umwelt
Der Kermelbach ist ein naturnaher mäandrierender Bach mit Flach- und Steilufern (teilweise Fels) sowie lokalen Kiesbänken.
Auf dem Gebiet von Herdecke gilt der Bach wegen seiner umfangreichen Verrohrungen und Verfüllungen als eines am stärksten beeinträchtigten Bäche.